# 幸手市民文化体育館
幸手市民文化体育館（さってしみんぶんかたいいくかん）は、埼玉県幸手市が設置する運動施設・文化施設である。愛称は「アスカル幸手（あすかるさって）」。1995年（平成7年）1月竣工。

## 概要
メインアリーナやトレーニング室をはじめとする設備が設けられている。そのほか、サブアリーナの「さくらホール」はコンサートや演劇などが行える文化活動施設となっている。会議室や和室も数室設けられている。

## 施設
- メインアリーナ
- サブアリーナ（さくらホール）
- 多目的室
- トレーニング室
- 会議室
- 和室
- 駐車場 - 261台
- 調整池

## 所在地
- 〒340-0145
- 埼玉県幸手市大字平須賀2380番地1[1]

## 交通
- 幸手市内循環バス「ウェルス幸手（アスカル幸手前）」にて下車、徒歩約1分。
- 東武日光線幸手駅より、徒歩約30分[2]。

## 周辺
- 幸手市保健福祉総合センター（ウェルス幸手）
- 幸手市立権現堂川小学校
- 首都圏中央連絡自動車道幸手インターチェンジ
- 浅堀
- 上吉羽赤木用水路
- 外郷内落
- 倉松川
- 天神神社
- 幸手市立図書館
- 幸手市立さくら小学校
- 日本保健医療大学
- 東埼玉総合病院